# Orenaia helveticalis
Orenaia helveticalis là một loài bướm đêm trong họ Crambidae.